# Pubblicità giuridica
I mezzi di pubblicità giuridica (o legale) sono predisposti dall'ordinamento per rendere facilmente conoscibili determinati fatti e atti giuridici, dando agli interessati la possibilità oggettiva di venirne a conoscenza, in modo da assicurare la certezza dei rapporti giuridici.
Accanto alla funzione di informare, la pubblicità giuridica può avere quella di dare conoscenza legale dei fatti per i quali è prevista. Ciò significa che, una volta effettuata la pubblicità nelle forme di legge, il fatto si considera conosciuto e nessuno può eccepire di ignorarlo, quand'anche non ne avesse avuto effettiva conoscenza.
Vari possono essere i mezzi di pubblicità previsti dall'ordinamento; tra i più diffusi si possono ricordare: l'iscrizione o trascrizione in appositi registri tenuti da pubblici uffici (o da privati esercenti una funzione pubblica) e resi accessibili al pubblico; il deposito di documenti presso determinati uffici; la pubblicazione su periodici, ufficiali o meno; l'affissione al pubblico. Di solito la norma prescrive uno specifico mezzo di pubblicità; a volte, però, si limita a prevedere che sia fatta con qualsiasi mezzo idoneo.
In relazione agli effetti che conseguono alla sua omissione, si distinguono tradizionalmente tre forme pubblicità giuridica: pubblicità-notizia, pubblicità dichiarativa e pubblicità costitutiva.

## Pubblicità-notizia
La pubblicità-notizia (detta anche pubblicità notificativa) si limita a dare notizia di determinati fatti, senza che la sua omissione impedisca ai medesimi di produrre i loro effetti giuridici o ne determini l'invalidità. Essa, dunque, non costituisce un dovere ma, semmai, un onere, con l'eventuale applicazione di una sanzione in caso d'inosservanza dell'obbligo.
Sono esempi di pubblicità-notizia nell'ordinamento italiano:
- l'iscrizione degli imprenditori nella sezione speciale del registro delle imprese, tranne che per gli imprenditori agricoli, in qualsiasi forma essi manifestino la loro attività (società semplice, o imprenditore agricolo individuale). (art. 8, comma 5 della legge 29 dicembre 1993, n. 580);[2]
- la pubblicazione di matrimonio (art. 93 c.c.);
- l'annotazione a margine dell'atto di nascita della sentenza di interdizione (art. 423 c.c.);
- la trascrizione dell'atto di vendita di autoveicoli presso il Pubblico Registro Automobilistico (art. 93/1° Codice della Strada);
- la trascrizione nei registri immobiliari delle accettazioni di eredità e degli acquisti di legato (art. 2648 c.c.).

## Pubblicità dichiarativa
La pubblicità dichiarativa è volta a rendere opponibili a determinati soggetti i fatti per cui è prevista (ad esempio, a rendere opponibile un negozio giuridico ai terzi): la sua omissione, pur non determinando l'invalidità, impedisce che il fatto produca effetti giuridici nei confronti di tali soggetti. L'ordinamento può configurare la pubblicità come condizione sufficiente ma non necessaria per l'opponibilità, allorché consenta di provare, in alternativa, che il soggetto era comunque a conoscenza del fatto, nonostante la mancata pubblicità; oppure può configurarla come condizione necessaria, oltre che sufficiente, sicché la mancata pubblicità preclude in ogni caso l'opponibilità, quand'anche il soggetto fosse venuto altrimenti a conoscenza del fatto. Nell'uno come nell'altro caso, la pubblicità dichiarativa costituisce, dunque, un onere affinché il fatto possa produrre i suoi effetti giuridici nei confronti di chiunque ed essere, quindi, pienamente efficace.
Sono esempi di pubblicità dichiarativa nell'ordinamento italiano:
- l'iscrizione degli imprenditori, diversi dalle società di capitali e dalle società cooperative, nella sezione ordinaria del registro delle imprese (art. 2193 c.c.);
- la trascrizione nei registri immobiliari dei contratti che trasferiscono la proprietà di beni immobili (art. 2644 c.c.).[3]

## Pubblicità costitutiva
La pubblicità costitutiva è requisito necessario affinché la fattispecie si perfezioni, sicché in sua mancanza l'atto è privo di validità e non produce effetti nei confronti di chiunque (quindi né tra le parti del negozio giuridico, né verso i terzi). Essa è, dunque, un onere al fine dell'efficacia e della validità dell'atto.
Sono esempi di pubblicità costitutiva nell'ordinamento italiano:
- l'iscrizione delle società di capitali nella sezione ordinaria del registro delle imprese (art. 2331 c.c.);
- l'iscrizione delle ipoteche nei registri immobiliari (art. 2808 c.c.);
- l'iscrizione delle ipoteche nei Pubblici Registri Automobilistici;
- l'iscrizione dell'atto costitutivo, nonché delle operazioni di trasformazione, scissione e fusione di società per azioni e a responsabilità limitata;
- la pubblicazione dei bandi di gara, da parte delle stazioni appaltanti relativamente a lavori pubblici, fornitura di beni, fornitura di servizi, concessioni;
- la pubblicazione di concorsi pubblici per l'assunzione di personale nella pubblica amministrazione.

## Pubblicità normativa
Alcuni studiosi (vedi Campobasso) hanno individuato anche un'altra funzione della pubblicità legale. In alcuni casi, infatti, la pubblicità è condizione necessaria per l'applicazione di una determinata disciplina giuridica. Si pensi a tal proposito alle snc o alle sas, le quali possono esistere anche se non registrate (cosiddette società irregolari), ma il mancato rispetto della pubblicità prescritta determina l'applicazione di un regime giuridico più gravoso (quello delle ss) e la conseguente inapplicabilità delle norme previste per le società registrate.